# Карри

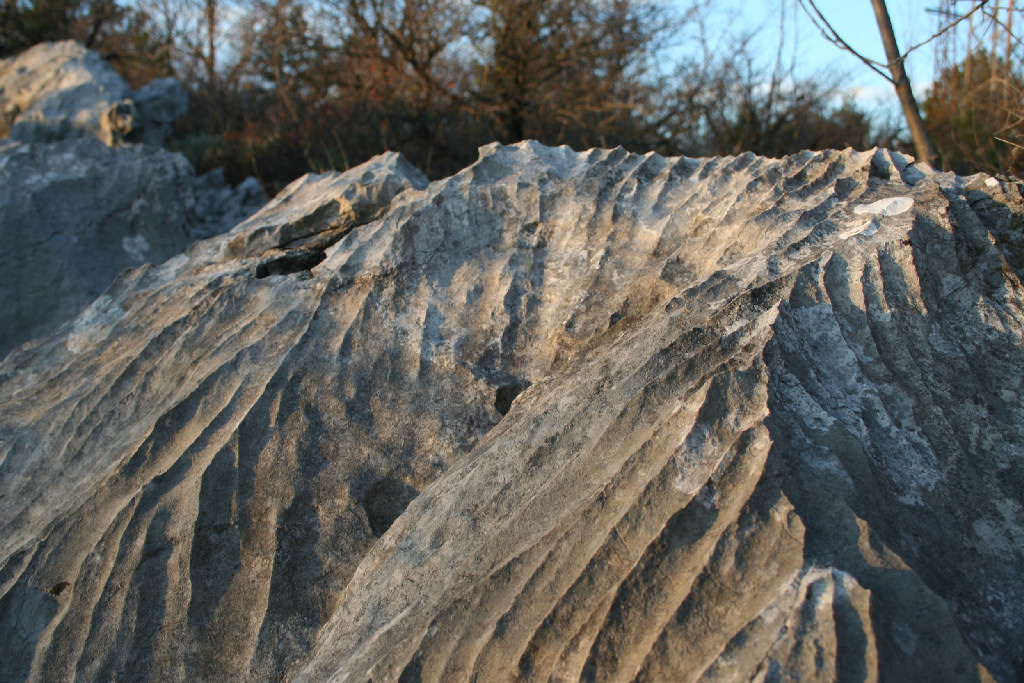
Жолобові карри

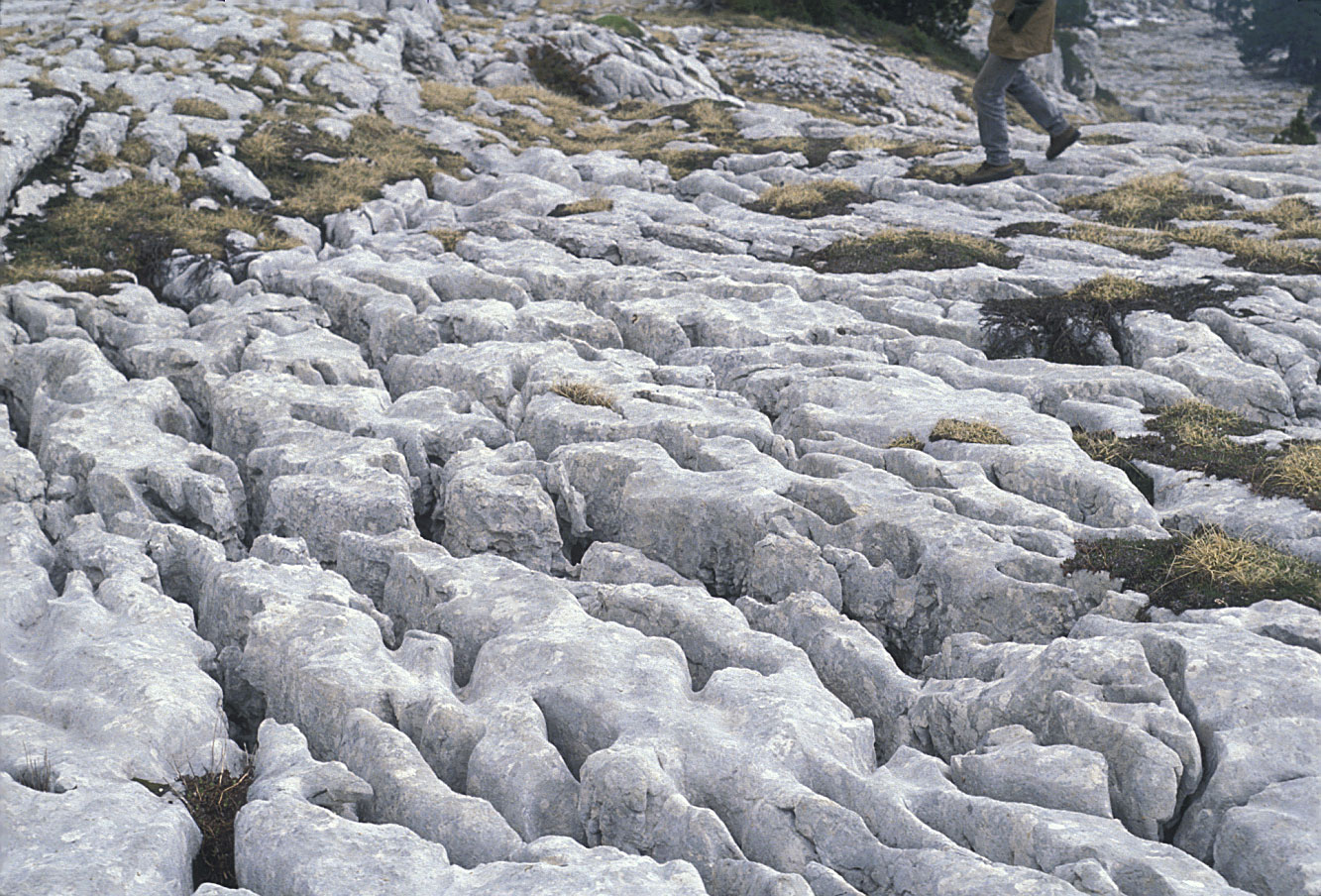
Карри в Dent de Crolles (Франція)

Карри (шрати, шратти) (рос.карры, англ. karren, clints, rock rill, grikes, нім. Karren m pl, Schratten f pl) — форми поверхневого карсту, що мають вигляд канавки, борозни чи щілини глибиною від декількох сантиметрів до метра.
Виникають на поверхні розчинних гірських порід внаслідок дії атмосферних вод. Тріщинні карри виникають внаслідок розчинення гірських порід в тріщинах.
Карри — одна з форм карстового рельєфу. Глибина від декількох см до 1…2 м. Розташування — найчастіше паралельними рядами, іноді — замкнені заглибини.
Каррові поля — площі інтенсивного поширення каррів. Займають десятки кілометрів.